# La guirnalda del silencio
La guirnalda del silencio es el nombre del segundo libro de poemas publicado por el autor ecuatoriano Jorge Carrera Andrade en el año de 1926.

## Resumen
La temática del libro es similar al primero y representa una continuidad en la estética de Carrera Andrade que cambiará a partir del siguiente libro: Boletines de mar y tierra. El primer poema se titula "Epístola a Francis Jammes" donde pone en explícito la deuda que siente el autor por el poeta francés que fue de mucha importancia en sus inicios. 

## Estructura
El libro cuenta con un mayor número de poemas y comprende un desarrollo importante en la obra de Carrera Andrade. En general encontramos los siguientes versos
- Epístola a Francis Jammes
- Crucifixión
- Odeleta de veinte años
- El álamo quiere fugar
- Tribulación de agosto
- Después de llover
- Umbral de domingo
- Parroquia
- Tu amor es como la piel de las manzanas
- Tiempo ventoso
- Está lavado el cielo
- Nueva oración por el ebanista
- Escalera
- El hombre atormentado
- Puerto a las ocho
- El camarada parte de la tierra natal
- La hora de las ventanas iluminadas
- Los naipes
- La vida perfecta
- Mujer de estío
- Han cerrado la escuela
- Universo
- La estrella del pastor roza los álamos
- Las cinco
- Mal humor
- Diciembre de los niños
- Habla el paseante solitario
- La campanada de la una
- Primavera & compañía
- El huésped
- El libro de la bondad
- Los gorriones beben la perla del buen tiempo
- Vida del grillo
- El hombre cuya frente despide claridad
- El milagro